# گوئیدو و مائوریتسیو د آنجلیس
گوئیدو و مائوریتسیو دِ آنجلیس (ایتالیایی: Guido & Maurizio De Angelis) که با نان آلیور آنیونز هم شناخته می‌شوند، یک زوج پرکار ایتالیایی موسیقی‌دان، آهنگساز، نوازنده، خواننده، تهیه‌کننده تلویزیونی و تهیه‌کننده فیلم هستند.

## گزیدهٔ فیلم‌شناسی
- در گرداب گناه (۱۹۸۷)
- بانوی شب (۱۹۸۶)
- مربی در ساحل (۱۹۸۴)
- ۲۰۱۹، پس از سقوط نیویورک (۱۹۸۳)
- چشم، چشم بد، جعفری و رازیانه (۱۹۸۳)
- خانه‌ای با راه پله تاریک (۱۹۸۳)
- بمب‌افکن (۱۹۸۲)
- جو موزفروش (۱۹۸۲)
- همه چیز برای من اتفاق می‌افتد (۱۹۸۰)
- کلانتر و گمشده فضایی (۱۹۷۹)
- فردها و زوج‌ها (۱۹۷۸)
- به من میگن بولدوزر (۱۹۷۸)
- پاگنده به آفریقا می‌رود (۱۹۷۸)
- کوه خدای آدم‌خوار (۱۹۷۸)
- مسالینا، مسالینا! (۱۹۷۷)
- سه ببر در برابر سه ببر (۱۹۷۷)
- چارلستون (۱۹۷۷)
- دو پلیس زبل (۱۹۷۷)
- مانایا (۱۹۷۷)
- اعترافات یک زن خانه‌دار ناکام (۱۹۷۶)
- مهار (۱۹۷۶)
- شوق مرگ (۱۹۷۶)
- سکس با لبخند (۱۹۷۶)
- مردان مزدور (۱۹۷۶)
- زورو (۱۹۷۵)
- معلم مدرسه (۱۹۷۵)
- پاگنده به هنگ کنگ می‌رود (۱۹۷۵)
- در غیر این صورت عصبانی میشیم (۱۹۷۴)
- جون من یه چک بزن (۱۹۷۴)
- کانتربری شماره ۲ – داستان‌های عاشقانه جدید سده چهاردهم (۱۹۷۳)
- میلان می‌لرزد: پلیس به‌دنبال عدالت (۱۹۷۳)
- به من میگن پاگنده (۱۹۷۳)
- حتی فرشتگان هم لوبیا می‌خورند (۱۹۷۳)
- چینو (۱۹۷۳)
- جووانونا شاسی‌بلند (۱۹۷۳)
- تنه (۱۹۷۳)
- تمام راه، بچه‌ها (۱۹۷۲)
- مردی از شرق (۱۹۷۲)
- هنوز ترینیتی هستم (۱۹۷۱)